# کیوشی ناکامورا
کیوشی ناکامورا (ژاپنی: 中村 聖؛ زادهٔ ۲۰ مهٔ ۱۹۷۱) یک بازیکن فوتبال اهل ژاپن است.
از باشگاه‌هایی که در آن بازی کرده‌است می‌توان به باشگاه فوتبال ناگویا گرامپوس، باشگاه فوتبال شیمیزو اس-پالس و باشگاه فوتبال ونتفورت کوفو اشاره کرد.